# Helgdagar i Azerbajdzjan
Helgdagar i Azerbajdzjan är enligt lag fastställda arbetsfria dagar i Azerbajdzjan. De allmänna helgdagarna är arbetsfria för att medborgarna skall kunna fira en religiös eller sekulär högtid. Helgdagarna regleras av Azerbajdzjans konstitution.

## Lista
| Datum | Svenskt namn                                 | Azeriskt namn                                     | Anmärkningar                                                                       |
| --- | -------------------------------------------- | ------------------------------------------------- | ---------------------------------------------------------------------------------- |
| 1-2 januari | Nyårsdagen                                   | Yeni il                                           |                                                                                    |
| 8 mars | Internationella kvinnodagen                  | Qadınlar günü                                     |                                                                                    |
| 20-21 mars eller 21-22 mars                                                                                              | Nouruz                                       | Novruz bayramı                                    |                                                                                    |
| 9 maj | Segerdagen 1945                              | Faşizm üzərində qələbə günü                       | Seger över Nazityskland 1945                                                       |
| 28 maj | Republikens dagen                            | Respublika günü                                   | Azerbajdzjans första självständighet 1918 som Demokratiska republiken Azerbajdzjan |
| 15 juni | Nasionale Reddingsdag                        | Azərbaycan xalqının Milli Qurtuluş günü           | Val av Heydär Äliyev till ordförande för Azerbajdzjans högsta sovjet 1993          |
| 26 juni | Arméns dag                                   | Azərbaycan Respublikasının Silahlı Qüvvələri günü |                                                                                    |
| 18 oktober | Självständighetsdagen                        | Dövlət müstəqilliyi günü                          | Azerbajdzjans andra självständighet efter Sovjetunionens upplösning 1991           |
| 12 november | Grundlagsdagen                               | Konstitusiya günü                                 | Antagandet av Republiken Azerbajdzjans konstitution 1995                           |
| 17 november | Nationella uppståndelsensdagen               | Milli Dirçəliş günü                               | Studentprotest mot det sovjetiska ledarskapet i Moskva 1988                        |
| 31 december | Solidaritetsdag för azerer runt om i världen | Dünya azərbaycanlıların həmrəyliyi günü           | Azerernas och iranska azerernas brott mot den iranska gränsen 1988                 |
| Inte ett fast datum i den gregorianska kalendern – tionde dagen i den tolfte månaden i den islamiska kalendern (2 dagar) | Id al-adha                                   | Qurban bayramı                                    |                                                                                    |
| Inte ett fast datum i den gregorianska kalendern – första dagen i den tionde månaden i den islamiska kalendern (2 dagar) | Id al-fitr                                   | Ramazan bayramı                                   |                                                                                    |